# Alexander Briedl
Alexander Briedl (Salisburgo, 21 aprile 2002) è un calciatore austriaco, difensore del Blau-Weiß Linz.

## Carriera

### Club
Briedl è cresciuto nel settore giovanile del Salisburgo ed ha iniziato la sua carriera nel 2020 con la maglia dell'Anif in Regionalliga. Nel gennaio del 2021 è stato acquistato dall'Horn, con cui ha debuttato in 2. Liga il 2 marzo nell'incontro pareggiato 0-0 contro l'Austria Klagenfurt.
Il 14 giugno 2022 è stato acquistato a titolo definitivo dal Blau-Weiß Linz, con cui nella stagione 2022-2023 ha vinto la seconda divisione austriaca; nella prima metà della stagione 2023-2024 ha giocato alcune partite in prestito al Wallern., per poi tornare al Linz in prima divisione.

### Nazionale
Ha giocato con la nazionale giovanile austriaca Under-21.

## Statistiche

### Presenze e reti nei club
Statistiche aggiornate al 27 ottobre 2024
| Stagione        | Squadra         | Campionato      | Campionato | Campionato | Coppe nazionali | Coppe nazionali | Coppe nazionali | Coppe continentali | Coppe continentali | Coppe continentali | Altre coppe | Altre coppe | Altre coppe | Totale | Totale | Totale |
| Stagione        | Squadra         | Comp            | Pres       | Reti       | Comp            | Pres            | Reti            | Comp               | Pres               | Reti               | Comp        | Pres        | Reti        | Pres   | Reti   |        |
| --------------- | --------------- | --------------- | ---------- | ---------- | --------------- | --------------- | --------------- | ------------------ | ------------------ | ------------------ | ----------- | ----------- | ----------- | ------ | ------ | ------ |
| 2020-gen. 2021  | Anif            | RL              | 12         | 1          | CA              | 1               | 0               | -                  | -                  | -                  | -           | -           | -           | 13     | 1      |        |
| gen.-giu. 2021  | Horn            | 2L              | 13         | 0          | CA              | 0               | 0               | -                  | -                  | -                  | -           | -           | -           | 13     | 0      |        |
| 2021-2022       | Horn            | 2L              | 20         | 0          | CA              | 1               | 0               | -                  | -                  | -                  | -           | -           | -           | 21     | 0      |        |
| 2022-2023       | Blau-Weiß Linz  | 2L              | 19         | 0          | CA              | 3               | 0               | -                  | -                  | -                  | -           | -           | -           | 22     | 0      |        |
| 2023-gen. 2024  | Wallern         | RL              | 5          | 0          | CA              | 0               | 0               | -                  | -                  | -                  | -           | -           | -           | 5      | 0      |        |
| 2023-2024       | Blau-Weiß Linz  | BL              | 22         | 1          | CA              | 2               | 0               | -                  | -                  | -                  | -           | -           | -           | 24     | 1      |        |
| 2024-2025       | Blau-Weiß Linz  | BL              | 8          | 0          | CA              | 2               | 0               | -                  | -                  | -                  | -           | -           | -           | 10     | 0      |        |
| Totale carriera | Totale carriera | Totale carriera | 99         | 2          |                 | 9               | 0               |                    | -                  | -                  |             | -           | -           | 108    | 2      |        |

## Palmarès

### Club

#### Competizioni nazionali
- 2. Liga: 1

Blau-Weiß Linz: 2022-2023